# Acianthera tricarinata
Acianthera tricarinata là một loài phong lan.

## Hình ảnh

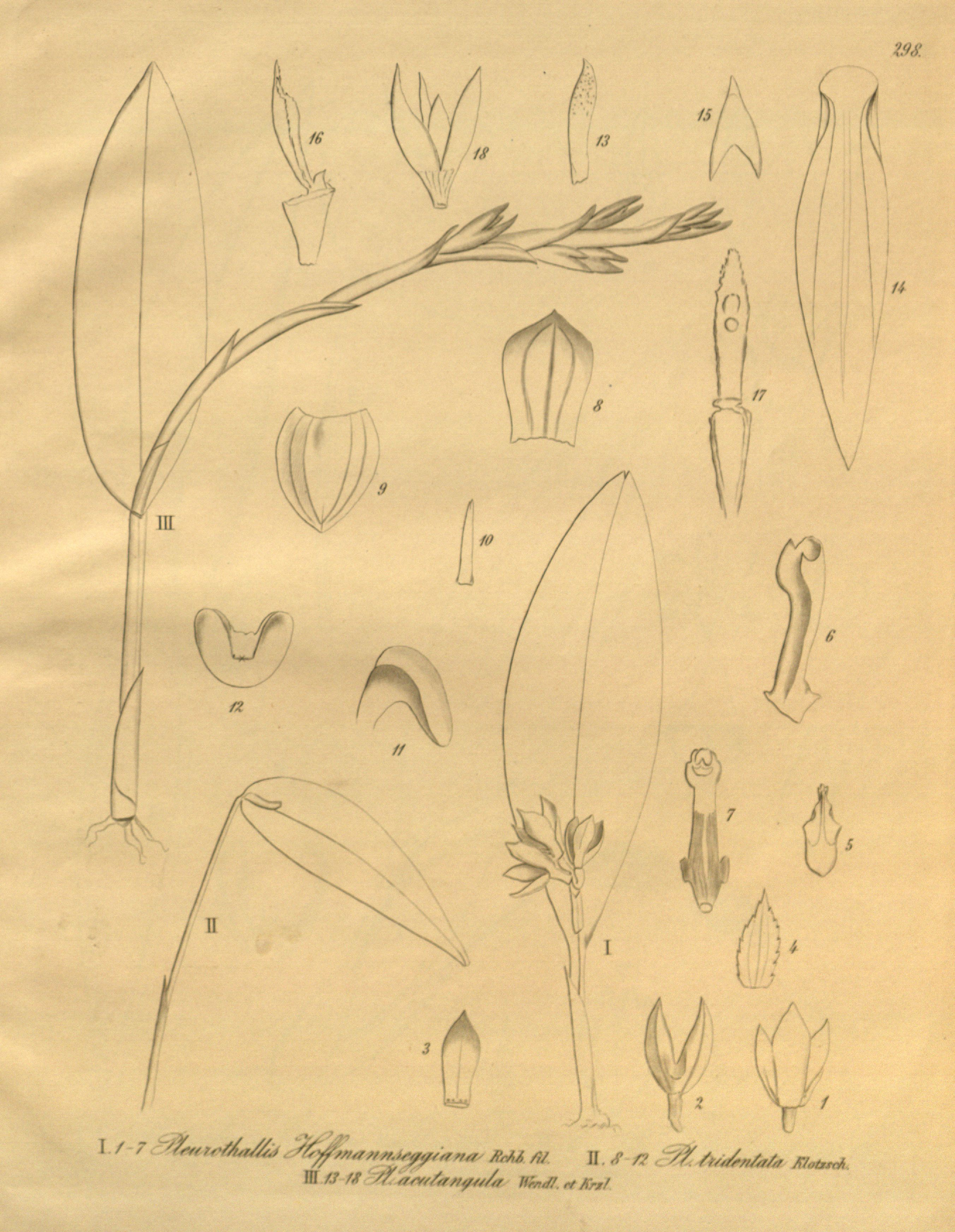
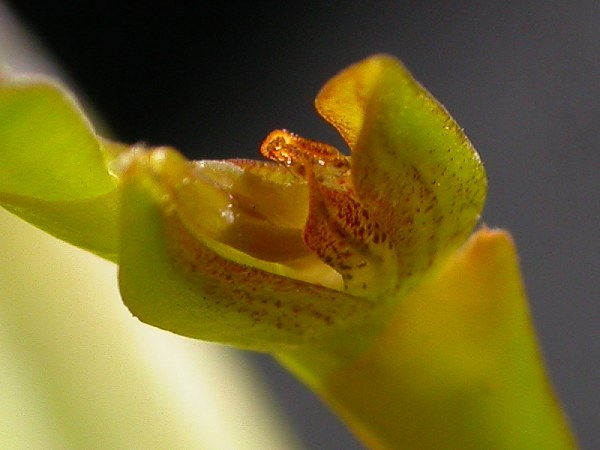
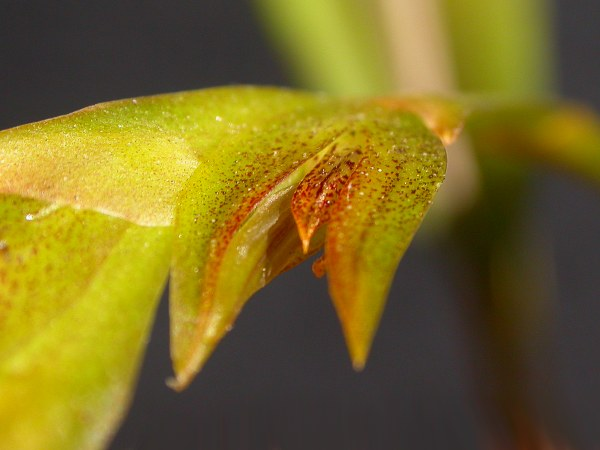
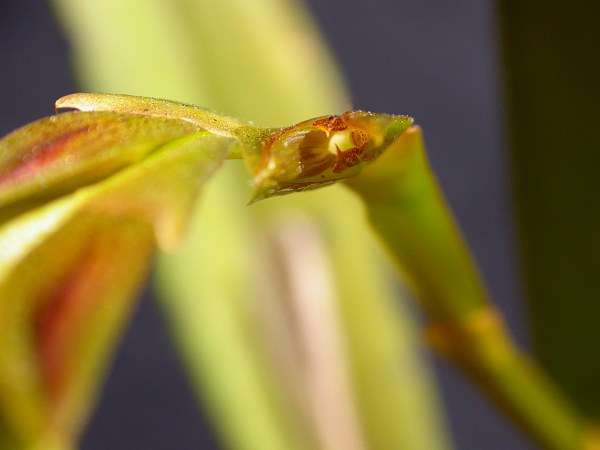